# The Rembrandts
The Rembrandts es una banda estadounidense de pop-rock formada por Phil Solem y Danny Wilde en 1989. Ellos habían trabajado juntos anteriormente como miembros de Great Buildings en 1981. El dúo es mayormente conocido por su canción "I'll Be There for You", que fue usada como canción principal de la serie Friends.

## Miembros
- Phil Solem (1 de julio de 1956, Duluth, Minnesota, Estados Unidos).
- Danny Wilde (3 de junio de 1956, Houlton, Maine, Estados Unidos).

## Discografía
- The Rembrandts (1990) - US #88, AUT #23, SWE #43
- Untitled (1992)
- LP (1995) - US #23, UK #14, NZ #25
- Spin This (Danny Wilde + The Rembrandts) (1998)
- Lost Together (2001)
- Choice Picks (2005)
- Greatest Hits (2006)

### Sencillos
| Año                                    | Sencillo                                         | US | US Main. Rock | US Mod. Rock | US Main. Pop | US Adult Pop | US AC | CAN | U.K. | AUS | NZ | ALE | AUT | FRA | HOL | SUE | NOR | Álbum          |
| -------------------------------------- | ------------------------------------------------ | -- | ------------- | ------------ | ------------ | ------------ | ----- | --- | ---- | --- | -- | --- | --- | --- | --- | --- | --- | -------------- |
| 1990                                   | "Just the Way It Is, Baby"                       | 14 | 13            | -            | -            | -            | 12    | 12  | -    | 26  | -  | 6   | 9   | 9   | 53  | 23  | -   | The Rembrandts |
| 1991                                   | "Someone"                                        | 78 | -             | -            | -            | -            | -     | 82  | -    | -   | -  | 45  | -   | -   | 57  | -   | -   | The Rembrandts |
| 1991                                   | "Burning Timber"                                 | -  | 36            | -            | -            | -            | -     | -   | -    | -   | -  | -   | -   | -   | -   | -   | -   | The Rembrandts |
| 1991                                   | "Save Me"                                        | -  | -             | -            | -            | -            | -     | -   | -    | -   | -  | 64  | -   | -   | -   | -   | -   | The Rembrandts |
| 1992                                   | "Johnny Have You Seen Her"                       | 54 | 24            | 17           | 38           | -            | -     | 48  | -    | -   | -  | 54  | -   | -   | -   | -   | -   | Untitled       |
| 1993                                   | "Maybe Tomorrow"                                 | -  | 59            | -            | -            | -            | -     | -   | -    | -   | -  | -   | -   | -   | -   | -   | -   | Untitled       |
| 1993                                   | "Chase the Clouds Away"                          | -  | 82            | -            | -            | -            | -     | -   | -    | -   | -  | -   | -   | -   | -   | -   | -   | Untitled       |
| 1993                                   | "Waiting to Be Opened"                           | -  | -             | -            | -            | -            | -     | -   | -    | -   | -  | -   | -   | -   | -   | -   | -   | Untitled       |
| 1995                                   | "I'll Be There for You"                          | 17 | -             | 23           | 1            | 7            | 1     | 1   | 3    | 3   | 3  | 77  | -   | -   | -   | -   | -   | LP             |
| 1995                                   | "This House Is Not a Home"                       | 17 | 27            | -            | 31           | -            | -     | 82  | 58   | -   | -  | -   | -   | -   | -   | -   | -   | LP             |
| 1995                                   | "Don't Hide Your Love"                           | -  | -             | -            | -            | -            | -     | -   | -    | -   | -  | -   | -   | -   | -   | -   | -   | LP             |
| 1996                                   | "Drowning In Your Tears"                         | -  | 98            | -            | -            | -            | -     | -   | -    | -   | -  | -   | -   | -   | -   | -   | -   | LP             |
| 1997                                   | "I'll Be There for You" [re-lanzamiento Europeo] | -  | -             | -            | -            | -            | -     | -   | 5    | -   | -  | -   | -   | 25  | 20  | 34  | 5   | LP             |
| 2001                                   | "Too Late"                                       | -  | -             | -            | -            | -            | -     | -   | -    | -   | -  | -   | -   | -   | -   | -   | -   | Lost Together  |
| "—" indica que no entró en las listas. |                                                  |    |               |              |              |              |       |     |      |     |    |     |     |     |     |     |     |                |